# Uwelski
Uwelski (russisch Уве́льский) ist eine ländliche Siedlung in der Oblast Tscheljabinsk (Russland) mit 10.500 Einwohnern (Stand 14. Oktober 2010).

## Geographie
Die Siedlung liegt im südöstlichen Vorland des Ural, etwa 80 km Luftlinie südlich der Oblasthauptstadt Tscheljabinsk. Die Uwelka, linker Nebenfluss des Ui, von dessen Bezeichnung der Ortsname abgeleitet wurde, fließt etwa acht Kilometer westlich durch die Stadt Juschnouralsk. In der Umgebung der Siedlung gibt es eine Reihe kleinerer Salzseen.
Uwelski ist Verwaltungszentrum des gleichnamigen Rajons Uwelski.

## Geschichte
Der Ort wurde als Nischne-Uwelskoje (später auch in der Form Nischne-Uwelski) gegen Ende des 19. Jahrhunderts im Zusammenhang mit dem Bau der Eisenbahnstrecke Tscheljabinsk – Troizk in einem seit Mitte des 18. Jahrhunderts durch russische Kosaken kolonisierten Gebiet gegründet. Sie gehörte zunächst zur westlich gelegenen Staniza Nischne-Uwelskaja an Stelle der heutigen Stadt Juschnouralsk.
Im Rahmen einer Verwaltungsreform wurde die Staniza am 24. Mai 1924 Verwaltungszentrum eines Rajons. 1934 wurde der Verwaltungssitz in die mittlerweile bedeutendere Stationssiedlung verlegt, die in Uwelski umbenannt wurde. 1944 erhielt der Ort den Status einer Siedlung städtischen Typs, verlor ihn aber 1992 wieder.

### Bevölkerungsentwicklung
| Jahr | Einwohner |
| ---- | --------- |
| 1939 | 3.016     |
| 1959 | 11.319    |
| 1970 | 10.536    |
| 1979 | 10.124    |
| 1989 | 9.756     |
| 2002 | 10.702    |
| 2010 | 10.500    |

Anmerkung: Volkszählungsdaten

## Kultur und Sehenswürdigkeiten
An mehreren Salzseen der näheren Umgebung, vor allem in Richtung des 10 km nordöstlich gelegenen Ortes Chomutinino, gibt es Erholungseinrichtungen und Sanatorien.

## Wirtschaft und Infrastruktur
Um Uwelski werden Tone für die Herstellung feuerfester Werkstoffe und Gießereisande gefördert. Außerdem gibt es Betriebe der Lebensmittelindustrie auf Grundlage der in der Umgebung betriebenen Landwirtschaft.
Die Siedlung liegt an der zweigleisigen, auf diesem Abschnitt seit 1966 elektrifizierten Eisenbahnstrecke Tscheljabinsk – Troizk – Qostanai (Kasachstan) bzw. – Orsk (Stationsname Nischneuwelskaja; Streckenkilometer 70 ab Poletajewo bei Tscheljabinsk). Die Fernstraße M36 von Tscheljabinsk zur kasachischen Grenze bei Troizk verläuft zwischen Uwelski und dem benachbarten Juschnouralsk; durch die Siedlung führt eine hier abzweigende Regionalstraße in den Ostteil der Oblast.